# Nervio pectoral medial
El nervio pectoral medial es una rama del fascículo medial del plexo braquial, y a su vez de los segmentos medulares C8 y T1.
Parte por posterior a la arteria axilar, para pasar hacia anterior entre la arteria y vena axilares. Este nervio además recibe algunos filamentos del nervio pectoral lateral, formando así el "Asa de los Pectorales".
El nervio se divide en ramos, que perforan y dan inervación al músculo pectoral menor. Algunos ramos atraviesan el pectoral menor para alcanzar al pectoral mayor.

## Galería

Plexo braquial
Esquema del plexo braquial en colores (en inglés)